# 宇都宮清原工業団地

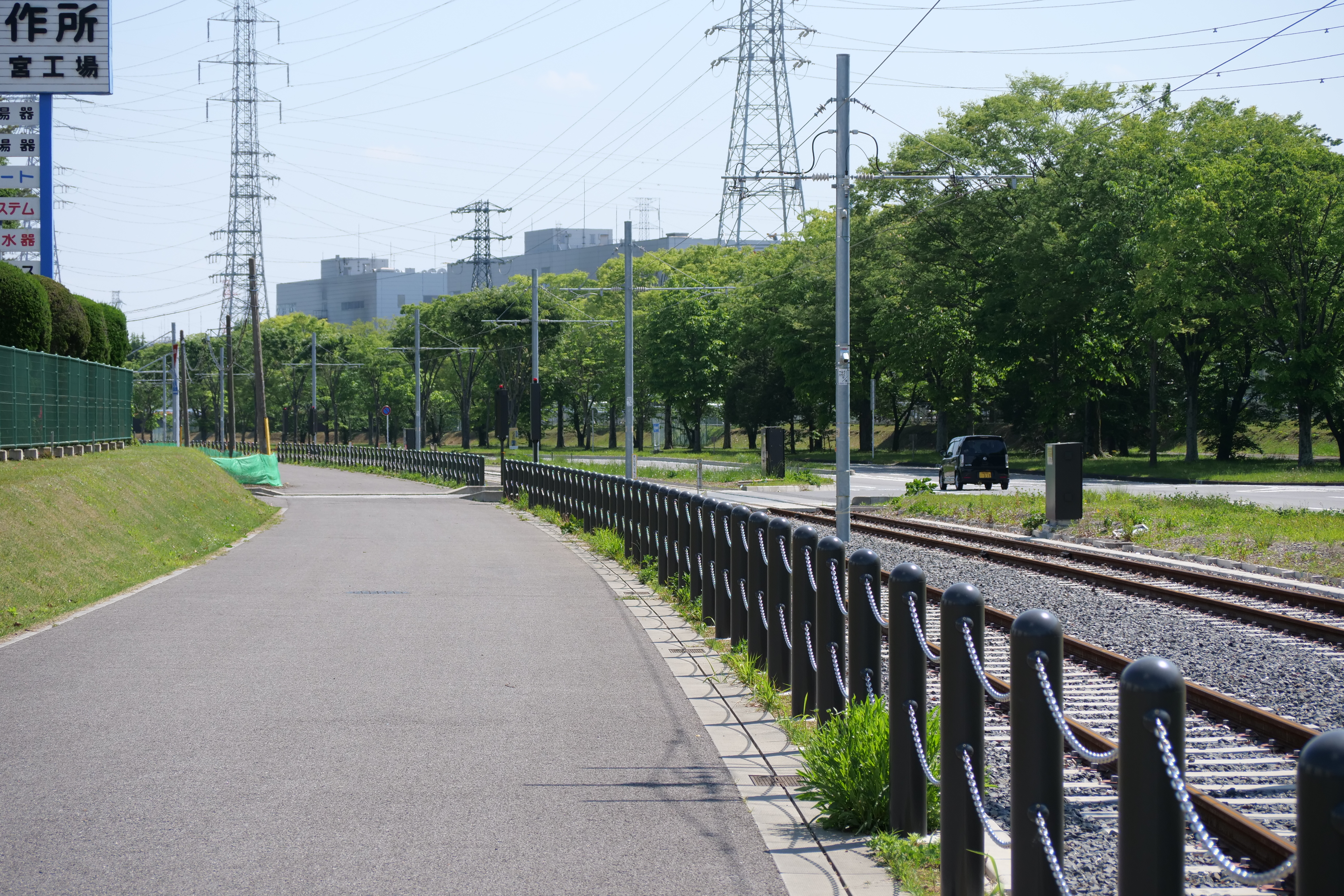
宇都宮清原工業団地（左）と宇都宮芳賀ライトレール線の軌道（2023年5月）

宇都宮清原工業団地（うつのみやきよはらこうぎょうだんち）は、栃木県宇都宮市東部にある工業団地。清原工業団地とも呼ばれる。
宇都宮市、真岡市、芳賀郡芳賀町、塩谷郡高根沢町にまたがる鬼怒川左岸地域に高度技術集積都市を整備するテクノポリス構想「宇都宮テクノポリス計画」（1984年制定）の中心的役割を担っている。内陸型工業団地では日本国内最大規模であり、うつのみや百景にも選定されている。
同団地は、宇都宮市街地開発組合が「首都圏の近郊整備地帯及び都市開発区域の整備に関する法律」に基づき造成した。1984年、当時の栃木県知事船田譲の提言により、同団地内の清原中央公園を会場として地方博覧会「'84とちぎ博」が開催された。
2023年8月26日には、同団地内を通過する宇都宮ライトレール宇都宮芳賀ライトレール線（芳賀・宇都宮LRT）が開業し、JR宇都宮駅東口から約30分で結ばれるようになった。
なお当地は、第二次世界大戦中の1940年から1945年まで、宇都宮陸軍飛行場として使用されていた場所にあたる。

## 施設概要
- 総面積 387.6ha
  - 内訳

工場敷地 264.8ha（68.2%）
道路 49.8ha（12.8%）
公園 31.1ha（8.0%）
中央公園 - 宇都宮清原球場（硬式）、宇都宮市清原体育館（第1、第2）、テニスコート（8面）
南公園 - 清原南野球場（軟式）、子供広場
北公園 - 自然林、栃木県グリーンスタジアム（県内初の本格的球技専用スタジアム）
緑地 30.2ha（7.8%） - 1号（西南部）、2号（西中央）、3号（西北部）
処理場 3.0ha（0.8%）
その他 9.1ha（2.4%）
- 進出企業の業種

食品・たばこ、化学、鉄鋼、非鉄金属、電気機器、精密機器、金属、輸送用機器、プラスチック、運送業
- 総従業員数 - 約1.4万人（関連企業従業員・パート従業員含む）

## 沿革
- 1970年5月 - 都市開発区域の指定。
- 1971年4月 - 用地取得開始。
- 1972年3月 - 都市計画事業の決定。
- 1973年9月 - 起工式。
- 1974年4月 - 分譲開始（第一次公募）。
- 1976年3月 - 造成工事完了。
- 1984年5月 - 宇都宮テクノポリス地域指定。
- 1984年7月12日 - 清原中央公園を会場に「'84とちぎ博」開催（9月16日まで）。
- 1987年4月 - 清原工業団地総合管理協会発足。
- 1988年4月 - 公園・緑地等公共施設を宇都宮市へ移管。
- 2023年8月26日 - 宇都宮芳賀ライトレール線（芳賀・宇都宮LRT）が開業[3]。

## 主な企業
出典
- キヤノン
- カルビー - 新宇都宮工場。日本国内最大の製造拠点
- 日本たばこ産業 - 北関東工場。日本国内最大の製造拠点
- 住友ベークライト
- 久光製薬
- 帝人デュポンフィルム
- デュポン
- 中外製薬工業
- ミツトヨ
- 日本山村硝子
- 大徳食品 - 宇都宮事業所（第一屋製パン旧宇都宮工場を買収）。サンデリカ子会社
  - サンデリカ宇都宮事業所 - 大徳食品宇都宮事業所内
- ロックペイント
- エア・ウォーター
- 長府製作所
- 日本ペイント・オートモーティブコーティングス/日本ペイント・サーフケミカルズ
- マルハニチロ
- 東京製鐵 - 宇都宮工場。日本の電炉メーカー最大手の最大規模の工場
- マニー
- エムイーエムシー
- カルソニックカンセイ宇都宮
- 東京応化工業
- 三菱電線工業
- 日圧電子部品 - 日本圧着端子製造グループ
- 宮島醤油
- 住友電工産業電線 - 住友電工グループ
- 栃木住友電工 - 住友電工グループ
- 清原住電 - 住友電工グループ
- 宇都宮化工
- 清水鋼鐵
- ムロコーポレーション

## 交通アクセス

### 鉄道
- 宇都宮ライトレール

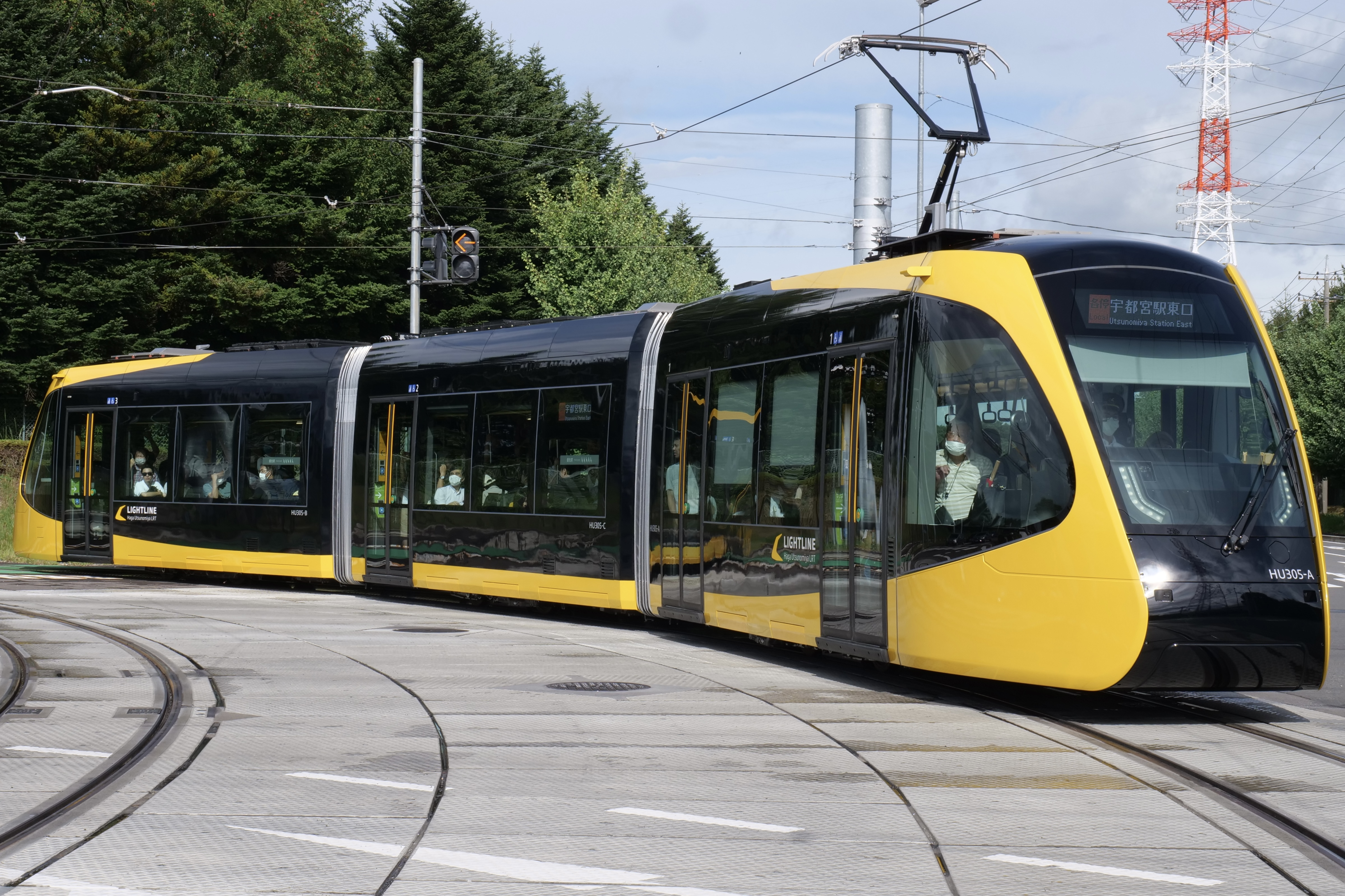
清原地区市民センター前停留場に到着するHU300形車両（2023年8月）

  - 宇都宮芳賀ライトレール線：清原地区市民センター前停留場 - グリーンスタジアム前停留場

JR宇都宮駅（東口）に隣接する宇都宮駅東口停留場とを結ぶ。清原地区市民センター前停留場には交通結節点の清原地区市民センター前トランジットセンターが併設されており、パークアンドライド駐車場や路線バスターミナルといった施設がある。

### 道路
- 国道408号常総・宇都宮東部連絡道路（清原中央通り）- 清原工業団地を南北に縦貫するメインストリートである。
- 栃木県道64号宇都宮向田線（鬼怒通り） - 宇都宮駅東口より伸びている。清原工業団地よりも北側を通っており野高谷町交差点で清原中央通りと結節している。
- 国道123号・栃木県道1号宇都宮笠間線（水戸街道） - 宇都宮市街地から伸びている。清原工業団地よりも南側を通っており清原工業団地交差点で清原中央通りと結節している。

なお、宇都宮市街地と清原工業団地の所在する鬼怒川左岸を結ぶ鬼怒通りと水戸街道は、通勤時間帯を中心に慢性的な交通渋滞が生じることが長年問題となっており、宇都宮ライトレール建設の契機ともなった。清原中央通りと鬼怒通りが交差する「野高谷町」交差点並びに清原中央通りと水戸街道が交差する「清原工業団地」交差点は立体化工事が進められている（2024年1月時点）。